# Cooper Webb
Cooper Webb, né le 10 novembre 1995 à Newport (Caroline du Nord), est un pilote américain de motocross et de supercross. Son père Robert, un surfeur professionnel, a fait du motocross dans les années 1970. Cooper Webb est champion de supercross AMA 450SX 2019 et 2021. 

## Carrière

### Début de carrière
Webb a participé à sa première course de motocross à l'âge de 4 ans au Kinley MX et participé à son premier championnat amateur à l'âge de 6 ans au guidon d'une Yamaha PW50. 
Par la suite Cooper a commencé sa carrière professionnelle de motocross à l'âge de 17 ans avec l'équipe d'usine Yamaha Star Racing en 2013. 
Le 28 juin 2014, il a remporté sa première course AMA de motocross en catégorie 250cm3 . au Muddy Creek Raceway et a été nommé rookie de l'année AMA Monster Energy Supercross en 2014,.
En 2015, Cooper Webb a remporte le championnat AMA de supercross 250SX Ouest. 
La saison suivante, en 2016, il a effectué le doublé en remportant le titre AMA supercross 250SX Ouest puis le championnat AMA de motocross 250MX.
Il est également le capitaine de l'équipe américaine de Motocross des nations qui a terminé deuxième derrière l'équipe de France .

### Carrière en 450 cm3
Cooper Webb monte en catégorie reine 450 cm3 en 2017 en rejoignant l'équipe d'usine Red Bull KTM . Il s'entraîne aux côtés de Marvin Musquin et Zach Osborne sous la direction de son entraîneur Aldon Baker.
Après 2 années difficile ou il a des difficultés à trouver ses marques, Webb remporte le titre AMA Supercross 450SX en 2019.
En 2020, malgré un accident impressionnant en fin de saison à Arlington, Webb termine 2e derrière Eli Tomac de l'AMA supercross 450SX 2020.
Par la suite, en 2021, Webb a remporté son deuxième championnat de supercross 450SX face à Ken Roczen.

## Palmarès
- Champion AMA supercross 250 côte ouest en 2015
- Champion AMA supercross 250 côte ouest en 2016
- Champion AMA motocross 250 côte ouest en 2016
- Champion AMA supercross 450 en 2019
- Champion AMA supercross 450 en 2021